# PSR J1748-2446ad
PSR J1748-2446ad은 중성자별에 속하는 펄사이다. 2004년에 새로이 발견된 천체이다.

## 특징
PSR J1748-2446ad는 716Hz (초당 회), 또는 분당 43000 회전으로 알려진 가장 빠른 회전을 하는 중성자별에 속하는 펄사이다. 이 펄사는 2004년 8월 8일에 맥길 대학의 제이슨 W. T. 헤셀스 교수에 의해 발견되었으며 2005년 8월 12일에 확인되었다. 중성자별이 태양 질량의 16 배 미만을 포함한다고 가정하면 일반적인 중성자 별 범위 내에서 반경이 24km 미만으로 제한된다. 적도에서는 빛의 속도의 약 70% 또는 초당 000,<>km 이상으로 회전하고 있다. 펄사는 궁수자리의 지구에서 약 5,18 광년(18800만 광년) 떨어진 테르잔 5라는 구상성단에 있다. 그것은 이진 시스템의 일부이며 약 40 %의 일식 크기로 규칙적인 일식을 겪는다. 궤도는 26 시간 간격으로 매우 원형이다. 시스템의 다른 물체는 최소 0.14 태양 질량이며 반경은 5-6 태양 반경이다. 헤리슨 교수와 동반자는 "부풀어 오른 주계열성일 수 있으며 아마도 여전히 로슈 엽을 채우고 있을 수 있습니다"라고 말한다. 그래서 헤리슨 교수는 펄사로부터의 중력 복사가 리고에 의해 검출될 수 있다고 추측한다.

## 같이 보기
- 천문학
- 중성자별
- 펄사